# Eric Hysteric
Eric Hysteric (* 14. Mai 1956 als Erich Knodt; † 20. Januar 2016) war ein deutscher Musiker, Produzent und Labelbesitzer.

## Leben
Neben seiner Arbeit als Solo-Künstler (seit 1971) war Hysteric Mitglied bei S.C.U.M (1978 bis 1979), den Vomit Visions (1979 bis 1982) und der Frankfurter Krawall-Kombo Der Durstige Mann (1982 bis 1995). Außerdem schrieb Hysteric für diverse Frankfurter Fanzines, darunter „Same Old Song“ und „Ultra Hard Core Punk Sounds“, und war (u. a. beim englischen Zig Zag Magazine und der deutschen Musikzeitschrift Sounds) für seine Leserbriefe berüchtigt.
Erstes öffentliches Projekt von Hysteric war die Punkband S.C.U.M (Löhnberg / Gießen). Nach einem – vom Kunststudenten-Publikum bejubelten – desaströsen Auftritt im Jugendzentrum Gießen emigrierte Hysteric nach London. Bei sporadischen Besuchen in der alten Heimat nahm er mit den Vomit Visions, die im Juni 1979 aus den Resten von S.C.U.M. hervorgegangen waren, diverse Songs auf, und versorgte die Punks auf dem Frankfurter Flohmarkt mit den neuesten Platten aus Großbritannien und den USA.
In London ging Hysteric 1980 mit Andy Groome und Leigh Kendall von den australischen Punk-Pionieren Last Words ins Studio. Ein Ergebnis war das unter dem Namen Eric Hysteric & The Esoterics veröffentlichte Album „Drive You Crazy“. „Die Esoterics-LP DRIVE YOU CRAZY ist eines der verkannten Meisterwerke der Popmusik. Kein einziger schwacher Song, kompromisslos durchgeführt, herzergreifend“ (Karl Bruckmaier, Bayerischer Rundfunk 14. März 1990).
1982 kehrte Hysteric nach Deutschland zurück und gründete unter dem Motto: „Wer uns ernst nimmt, der ist selber schuld“ gemeinsam mit dem (schon damals) legendären Kettenpunk Markus Monoton, der Mitglied bei den Frogs und den Elbseglern gewesen war, die Krawallkombo Der Durstige Mann. Während die deutsche Musikkritik den Durstigen Mann, zu dem anfangs auch Oskar (Schlagzeug) und Marcel Roth (Gitarre?) gehörten, aufgrund der Frisuren von Monoton und Oskar, die um 1980 aus Protest gegen den zur Mode verkommenen Punk zu Skinheads mutiert waren, ignorierten, verstand  Barney Hoskyns im New Musical Express (8. Januar 1986) die DDM-Punk-Philosophie, die im programmatischen Titel "This Is Frankfurt Not Boston (Fuck Off L.A.)" zum Ausdruck kam, und war begeistert: „Der Durstige Mann is a filthy sound far removed from our own (american) punk rock, which is extremely conservative, hedged behind allotments of slogans, etc. (…) Two of them are skins, slouching outside public lavs, the other two wallies linger in front of boutiques in grotesque young-men-wear modelling poses. I guess this makes them kind of the Cheap Trick of Frankfurt punk. M. Monoton (sing) and E. Hysteric (guitar) say: "Ich pfeif auf London und LA," and they are right“.
Nach der radikalen Trash-Ästhetik der beiden ersten EPs überraschte der Durstige Mann, inzwischen zum Duo Hysteric / Monoton geschrumpft, 1984 mit der Maxi-EP „Saufen Ohne Ende“ und dem Album „Bier 4 Tot“, von dem die Single „Bier Nix Gut!“ b/w „Wo Geht’s Hier Zum Bahnhof?“ ausgekoppelt wurde. Tesco Vee: „Here the guys are really sounding slick enough to enter the world of commercial jingles and the like. Don’t get me wrong. It’s still boss, the bossest.“ Höhepunkt dieser Pop-Phase war die 1985 veröffentlichte Single „Im Winter Whiskey Im Sommer Pernod“ b/w „In Der Vollmondnacht“.
Nach Besprechungen und Berichten in der Bravo, einer Wiederveröffentlichung von „Bier 4 Tot“ durch Rock-O-Rama sowie einer Platzierung in den WOM-Verkaufscharts drohte der kommerzielle Erfolg. Hysteric reagierte mit einem radikalen Kurswechsel: Der Durstige Mann fand mit dem Album „Himmel & Hölle“ zurück zu seinen Wurzeln. Auf den Solo-Alben „The Crazy King (A Fairy Tale)“ und „Für Dich“  entwickelte Hysteric seine „schwer idiosynkratische, aber hochsensible Musik“ weiter.

## Trivia
- Die knapp zehn Kettenpunks waren die ersten und lange Zeit einzigen Punks in Frankfurt.
- Bei „Vollmondnacht“ sorgt Peter Lack mit seinem Ilse-Werner-Gedächtnis-Pfeifen für Gruselstimmung.

## Diskografie

### Alben
- Would You Believe  BPT 001 (1979)
- Drive You Crazy (Eric Hysteric & The Esoterics)  Wasted Vinyl WASTE 2 (1981)
- The Crazy King (A Fairy Tale)  Wasted Vinyl WASTE 14 (1985)
- Für Dich  Orgasm Records ORG 6 (1986)

### Singles
- Tropical Vision / Dance And Sing (Eric Hysteric & The Esoterics)  Wasted Vinyl WASTE 1 (1981)
- Life b/w I Hate The World (Vomit Visions)  Wasted Vinyl WASTE 45 (1982)
- Fool Around / I Wanna Be A Kid Forever  Wasted Vinyl WASTE 9 (1983)

### Mit denVomit Visions
- Punks Are The Old Farts Of Today EP  Rock-O-Rama 0801 (1980)
- Too Late – Bliss / Nasty Stains Vomit Visions Records VV 001 (1981)
- I Hate The World b/w Life (Eric Hysteric) Wasted Vinyl WASTE 45 (1982)

### MitDer Durstige Mann

#### EPs
- This Is Frankfurt Not Boston (Fuck Off L.A.) Wasted Vinyl WASTE 3 (1983)
- Prost! Wasted Vinyl WASTED 7  (1983)
- Saufen Ohne Ende Wasted Vinyl WASTE 8 (1984)

#### Singles
- Bier Nix Gut! / Wo Geht’s Hier Zum Bahnhof? Wasted Vinyl WASTE 12 (1985)
- Im Winter Whiskey Im Sommer Pernod / Vollmondnacht Wasted Vinyl WASTE (1985)
- Leichen Sind Wie Du Nur Tot / Liebesleid Orgasm Records ORGASM 8 (1987)
- Küss Mich EP Orgasm Records (1995)
- Peitsch Mich / Jou Baby Get Happy!! Records HAPPY 10 (1995)

#### Langspielplatten
- Bier 4 Tot (Frankfurt Jukebox Hits) Wasted Vinyl  WASTE (1984), Re-Issue Rock-O-Rama ROR 050 (1985)
- Saufen Macht Das Leben Spaß Wasted Vinyl WASTE 15 (1986)
- Himmel & Hölle Orgasm Records ORGASM 3 (1987)
- Zurück in die Steinzeit Orgasm Records ORG 12 (1989)
- Hellblaun Orgasm Records ORGASM 14 (1990)
- Ball Der Einsamen Herzen Orgasm Records ORGASM (1995)

### Kompilationen
- We’re Gonna Fly (Bored Of Directors)

### Als Gast
- Dein Dein Dein (Part Time Punx)
- Quicky Skitzo (Doc Wör Mirran) (EP, Beilage zu Forced Exposure 27)